# 5508 Gomyou
5508 Gomyou este un asteroid din centura principală, descoperit pe 9 martie 1988, de Oohira.